# Królestwo Widźajanagaru
Królestwo Widźajanagaru, Imperium Widźajanagaru (kannada: ವಿಜಯನಗರ ಸಾಮ್ರಾಜ್ಯ Vijayānagara Sāmrājya, telugu: విజయనగర సామ్రాజ్యము Vijayānagara Sāmrājyamu) – państwo hinduskie istniejące w XIV–XVII wieku w południowych Indiach. Powstało w wyniku rozkładu władzy Sułtanatu Delhijskiego w Dekanie. Było to ostatnie z wielkich królestw hinduistycznych jakie opierało się najazdom muzułmańskim. Czasy świetności imperium przypadły na XV i pierwszą połowę XVI wieku, gdy królestwo objęło swą władzą niemal cały obszar na południe od rzeki Kryszny i narzuciło sułtanatom dekańskim swój arbitraż. Kres potęgi państwa położył sojusz sułtanatów muzułmańskich z północnego Dekanu, który w 1565 roku pokonał armie Widźajanagaru w wielkiej bitwie pod Talikotą, co znacznie osłabiło imperium i doprowadziło do zniszczenia stolicy państwa. Stolicą imperium do tego czasu był Widźajanagar, czyli Miasto Zwycięstwa – od którego swą nazwę wzięło całe królestwo.

## Władcy dynastii

### Dynastia Sangama
| Imię władcy        | Daty panowania       |
| ------------------ | -------------------- |
| Harihara I         | 1336 - 1356          |
| Bukka I            | 1356 - 1377          |
| Harihara II        | 1377 - 1404          |
| Virupakszaraja     | 1404 - 1405          |
| Bukka II           | 1405 - 1406          |
| Dewaraja I         | 1406 - 1422          |
| Ramachandraraja II | 1422                 |
| Bukka III          | 1422 - 1424          |
| Dewaraja II        | 1424 lub 1426 - 1446 |
| Mallikarjunaraja   | 1446 - 1465          |
| Virupakszaraja II  | 1465 - 1485          |
| Praudharaja        | 1485                 |

### Dynastia Saluva
| Imię władcy        | Daty panowania |
| ------------------ | -------------- |
| Narasimha Dewaraja | 1485 - 1491    |
| Thimma Bhupala     | 1491           |
| Narasimharaja II   | 1491 - 1505    |

### Dynastia Tuluva
| Imię władcy          | Daty panowania |
| -------------------- | -------------- |
| Tuluva Narasa Nayaka | 1491 - 1503    |
| Vira Narasimharaja   | 1503 - 1509    |
| Krisznadewa Raja     | 1509 - 1529    |
| Aćjutadewa Raja      | 1529 - 1542    |
| Wenekata I           | 1542           |
| Sadaśiwa Rama Raja   | 1542 - 1570    |

### Dynastia Arawidów
| Imię władcy       | Daty panowania |
| ----------------- | -------------- |
| Alija Rama Raja   | 1542 - 1565    |
| Tirumaladewa Raja | 1565 - 1572    |
| Śriranga I        | 1572 - 1586    |
| Wenekata II       | 1586 - 1614    |
| Śriranga II       | 1619 - 1630?   |
| Ramadewa Raja     | 1617 - 1632    |
| Wenekata III      | 1630? - 1642   |
| Śriranga III      | 1642 - 1646    |